# Peregrin Saksonac
Peregrin Saksonac, (? – † Đakovo 28. siječnja 1356.), biskup bosanski ili đakovački, generalni vikar Franjevačkog reda za Bosnu.
Spada u skupinu mučenika i svjedoka vjere iz srednjovjekovne povijesti Katoličke crkve u Bosni, koje hrvatski katolički narod časti kao svete, blažene, ispovjedatelje ili mučene.
Na prijedlogom Stjepana II. Kotromanića i Venecije od 18. listopada 1348. papi Klementu VI. postaje bosanski ili đakovački biskup. Papa potvrđuje njegovo imenovanje 28. siječnja 1349.
Tijekom putovanja za Rim zaustavlja se u Veneciji 4. listopada 1351. te kao osoba od povjerenja daje preporuke za venecijanskog veleposlanika pri Svetoj Stolici po nalogu Malog vijeća Republike Venecije. Po povratku iz Rima izgrađuje se i franjevački samostan u Đakovu. 13. veljače 1355. boravi ban Tvrtko I. Kotromanić sa svojim dvorom u Đakovu te izdaje potvrdu dubrovačkom knezu Nikoli Barbariću da su dubrovačani Klime Držić i Biste Bonić podmirili svoje obveze prema njemu za najam trgova u Neretvi i Ostružnici. Isprava je sastavljena u Đakovu pokraj katedrale u prisutsvu biskupa Peregrina, vikara franjevačke vikarije u Bosni Franje iz Firenze, prepozita kaptola bosanskog Nikole i gradskog župana Klečina. Ispravu su valjanom potvrdili svojim velikim pečatom biskup Peregrin i Kaptol, a ban Tvrtko svojim ručnim. isprava uz notarov potpis nosi i potpise biskupa Peregrina i vikara Franje iz Frinze. Umire 28. siječnja 1356. Pokopan je u Đakovu u samostanskoj crkvi.
Jedan od najzaslužnijih ljudi u povijesti Katoličke crkve u Bosni bio je fra Peregrin Saksonac, prvi vikar Bosanske vikarije (1340 – 1349.), a poslije i biskup Bosanske biskupije. Odlikovao se velikom vjerom i postojanošću kao i gorljivošću za spas duša, ističući pritom Franjinu metodu propovijedanja: svjedočanstvo životom i poticanje riječju, odbacujući metodu sile i križarskih vojni, što je do tada prakticirano u Bosni. Vrlo je okretan čovjek, ugledni savjetnik bana Stjepana u duhovnim i vremenskim stvarima. Za kratko vrijeme služio se hrvatskim jezikom u propovijedanju i obraćanju, tražeći i od drugih misionara da to učine. Izgrađuje uz pomoć drugih crkve i samostane i dobiva nove misionare. Franjevački red ga štuje kao blaženika koji je živio franjevačke i kršćanske kreposti. Štuje se 28. siječnja.